# Heiner Monheim

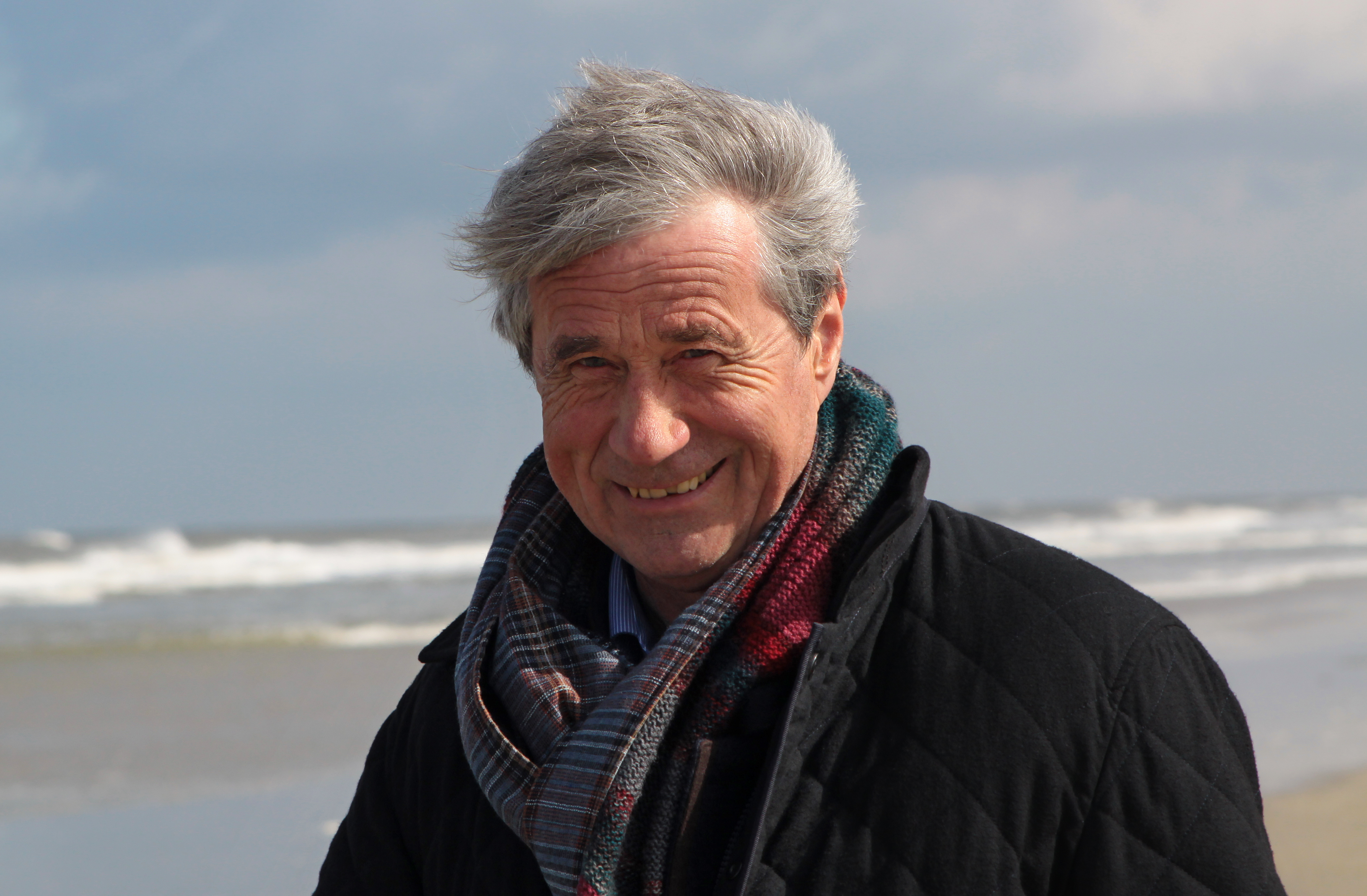
Heiner Monheim im Jahr 2016

Heiner Monheim (* 7. Mai 1946 in Aachen) ist ein deutscher Verkehrswissenschaftler, Geograph und emeritierter Professor der Universität Trier.

## Leben

### Herkunft
Heiner Monheim stammt aus der Aachener Unternehmerfamilie Monheim und ist der Sohn von Felix Monheim (1916–1983), Professor für Geographie an der RWTH Aachen, und dessen Gattin Ingeborg Monheim, geb. Schmiedeknecht (1915–2010). Zur Familie gehören sein Bruder Rolf Monheim, emeritierter Geographie-Professor an der Universität Bayreuth, sein Großneffe und Unternehmer Bernd Monheim sowie seine Urgroßtante, die Kunstmäzenin Irene Ludwig, deren gemeinsamer Urgroßvater der Schokoladenfabrikant Leonard Monheim, ein Bruder des Chemikers Viktor Monheim war. Diese beiden waren Söhne des Apothekers Johann Peter Joseph Monheim. Der Drehbuchautor und Regisseur Mark Monheim ist Heiner Monheims Sohn.

### Werdegang
Nach dem Studium der Geographie, Soziologie, Geschichte sowie Stadt- und Regionalplanung in Bonn und München von 1966 bis 1971 war Heiner Monheim von 1972 bis 1985 Referatsleiter in der Bundesforschungsanstalt für Landeskunde und Raumordnung (dem heutigen Bundesamt für Bauwesen und Raumordnung) in Bonn-Bad Godesberg. Zwischen 1985 und 1995 war er Referatsleiter für Stadtverkehr, Verkehrsberuhigung und Grundsatzfragen des Verkehrs im Landesministerium für Stadtentwicklung, Wohnen und Verkehr des Landes Nordrhein-Westfalen in Düsseldorf. Ab 1995 lehrte Monheim als Professor für Angewandte Geographie, Raumentwicklung und Landesplanung an der Universität Trier. Anfang Oktober 2011 beendete er seine Lehrtätigkeit.
Heiner Monheim ist Geschäftsführer des Instituts für Raumentwicklung und Kommunikation (raumkom). 2019 wurde er zum außerordentlichen Mitglied der Deutschen Akademie der Technikwissenschaften (acatech) gewählt.

### Themen
Monheim setzt sich für umweltfreundliche und stadtverträgliche Verkehrskonzepte und Planungsstrategien ein und tritt dafür bei Bürgerinitiativen und Verbänden öffentlich auf. Er gehört zu den Kritikern der Massenmotorisierung, der Autoindustrie und von autofixierter Verkehrspolitik in den westlichen Ländern. Monheim entwickelte Konzepte zur Förderung des Fußgängerverkehrs, Fahrradverkehrs und öffentlichen Verkehrs sowie für städtische Seilbahnen und leistete damit Beiträge zur Entwicklung des Konzepts der sanften Mobilität. Insbesondere setzt er sich für eine Renaissance der Urbanität und Stadt der kurzen Wege ein und kritisiert die Folgekosten autofixierter Planungspolitik. Bekannt ist er in Fachkreisen auch durch verschiedene wissenschaftliche und auch populärwissenschaftliche Veröffentlichungen. Weite Verbreitung hat das 1990 gemeinsam mit seiner Frau Rita Monheim-Dandorfer verfasste Werk Straßen für alle. Analysen und Konzepte zum Stadtverkehr der Zukunft gefunden, in dem er planerische und finanzielle Konzepte eines nachhaltigen Verkehrs vorstellt. Zur Klimapolitik sagt er, dass der Klimawandel nicht durch Sonntagsreden beseitigt werde und plädiert für eine Verkehrswende zu der auch der Fuß- und Radverkehr beitragen solle, mit einer Fußverkehrsstrategie und einer Erhöhung der Zahl von Fahrradstraßen, bezogen etwa auf die Region Stuttgart bräuchte es Tausende. Im November 2021 legte Monheim einen gemeinsam mit anderen Verkehrsexperten verfassten Weckruf „Takt vor Tempo“ vor. Darin wird in Bezug auf den geplanten Deutschlandtakt der Bahn kritisiert, dieser sei zu sehr auf die „noch im alten Geist konzipierten Großprojekte der Höchstgeschwindigkeit“ fokussiert. Notwendig wäre vielmehr ein Netzausbau in der Breite.
Monheim hat sich außer seinen Engagements im Verkehrsbereich seit 1966 auch für eine inhaltliche Neuausrichtung der Deutschen Geographie auf aktuelle Praxisfragen der räumlichen Planung eingesetzt. Mit einer bundesweiten studentischen Initiative hat er beim Geographentag Kiel 1969 ein Reformkonzept für das Fach Geographie vorgetragen, das danach modernisiert wurde. 1999 beim Hamburger Geographentag hat er mit einer Trierer Studentengruppe diesen Reformprozess evaluiert und 2005 beim Trierer Geographentag eine abschließende positive Bilanz der Fachentwicklung gezogen.

### Tätigkeit in Verbänden
Heiner Monheim hat über den Deutschen Verband für Angewandte Geographie DVAG, über den Verband für Stadt-, Regional- und Landesplanung SRL und den Informationskreis für Raumplanung dafür gekämpft, dass Angewandte Geographien als kompetentes Fach der räumlichen Planung (Stadt-, Regional- und Landesplanung, Raumordnung, Umweltplanung, Verkehrsplanung, Tourismusplanung und Standortplanung) anerkannt wurde.
Monheim ist Mitbegründer des Allgemeinen Deutschen Fahrrad-Clubs (ADFC) und des Verkehrsclubs Deutschland (VCD), der Initiative für eine bessere Bahn und der Fachvereinigung Bürgerbahn statt Börsenbahn, das sich 2022
in „Bürgerbahn-Denkfabrik für eine starke Schiene“ umbenannt hat. Monheim unterstützt das globalisierungskritische Netzwerk Bahn für Alle.
Im März 2012 wurde Monheim zum Stellvertreter des Bundesvorstandes des Fahrgastverbandes Pro Bahn gewählt. Er unterlag zuvor Jörg Bruchertseifer bei der Kandidatur um den Vorsitz des Vereins. Er trat am 12. Januar 2013 von diesem Amt zurück. Laut einem Pressebericht habe Monheim sich monatelang erfolglos gegen ein von der Eisenbahn- und Verkehrsgewerkschaft initiiertes Projekt ausgesprochen, das von Karl-Peter Naumann geleitet werden soll. Naumann habe ihm gegenüber zugegeben, dass das Projekt seiner finanziellen Absicherung diene. Monheim sah dadurch die Unabhängigkeit von Pro Bahn in Gefahr. Im März 2013 stimmte eine große Mehrheit der Delegierten des ProBahn-Bundesverbandstages dem Projekt zu.

## Schriften (Auszug)
- Literatur von und über Heiner Monheim im Katalog der Deutschen Nationalbibliothek
- Heiner Monheim (unter Mitarbeit von Dörte Monheim): Wege zur Fußgängerstadt – Analysen und Konzepte, VAS Verlag, Bad Homburg, 2018
- Heiner Monheim (unter Mitarbeit von Dörte Monheim): Wege zur Fahrradstadt – Analysen und Konzepte, VAS Verlag, Bad Homburg, 2017
- Zu Fuß in die Stadt der Zukunft – Beiträge im Rahmen eines Symposiums an der Universität Wuppertal (Hrsg.: Volker Albrecht, Carmen Hass-Klau), Kirschbaum-Verlag, Wuppertal, 2012
- H. Monheim, M. Philippi u. a.: Fahrradstationen in Nordrhein-Westfalen – Leistungsfähige Schnittstellen für einen starken Umweltverbund (Hrsg.: Ministerium für Wirtschaft, Energie, Bauen, Wohnen & Verkehr NRW) Düsseldorf, 2012
- Heiner Monheim, Johannes Reimann: Öffentliche Fahrradverleihsysteme – Ein Statusbericht, KSV-Verlag, Köln, 2011
- Heiner Monheim, Christoph Zöpel (Hrsg.): Raum für Zukunft – Zur Innovationsfähigkeit von Stadtentwicklung und Verkehr, Klartext, Essen, 2007 (2. Auflage)
- Heiner Monheim: Radlust – Informationen zur Fahrradkommunikation (Hrsg.: Umweltbundesamt & Universität Trier) Dessau/Trier, 2007
- Heiner Monheim, Klaus Nagorni (Hrsg.): Die Zukunft der Bahn, Evangelische Akademie Baden, Karlsruhe, 2005
- Heiner Monheim, Gertrud Frankenreiter: Town and infrastructure planning for safety and urban quality for pedestrians – State-of-the-art-report (Hrsg.: European Commission, COST, Urban Civil Engineering), Luxemburg, 2000
- Heiner Monheim: Die Bahn – Stütze einer ökologischen Verkehrsentwicklung, In: Renaissance der Bahnhöfe, herausgegeben von BDA und DB AG zur Architekturbiennale 1996 in Venedig
- Heiner Monheim, Rita Monheim-Dandorfer: Straßen für Alle – Analysen und Konzepte zum Stadtverkehr der Zukunft, Rasch & Röhring, Hamburg, 1991
- Heiner Monheim, u. a.: Bestandsaufnahme zur Situation der deutschen Schul- und Hochschulgeographie. In: Deutscher Geographentag, Band 37, S. 191 ff. (entspricht Heft 3 der Zeitschrift Geografiker, Berlin, 1969)